# 옻나무
옻나무는 옻나무과의 낙엽 교목이다. 원산지는 중국에서 히말라야에 걸친 지역이며, 한반도 각처에서 자라거나 재배된다.

## 생태
서늘한 기후에서 잘 자라는 편이며, 높이는 10m 내외이다. 나무껍질은 회백색이고 두꺼우며 껍질눈이 많다. 잎은 길이 20-40cm이고 7-19장의 작은 잎으로 이루어진 홀수깃꼴 겹잎이다. 작은 잎은 타원형이고 끝이 뾰족하며 표면에 광택이 난다. 5-6월쯤에 잎겨드랑이에서 황록색의 작은 꽃이 송이 모양으로 핀다. 꽃잎·꽃받침 모두 5장이며 암수딴그루이다. 암꽃에는 암술머리가 3개로 갈라진 암술이 있고. 수꽃에는 5개의 수술이 있다. 열매는 일그러진 구형이고 길이 약 7mm이며 백황색으로 광택이 난다. 재배 후 수년이 지나야 열린다.

## 쓰임새
수액을 채취하여 도료의 옻칠로 사용하는데, 옻칠 도료는 최고품으로 어떤 조건에서도 방부가 잘되며 변색이 되지 않으며 열매로부터 왁스를 얻는다. 나무껍질을 상처내면 젖액이 스며나오고 공기에 닿아서 암갈색이 된다. 이것을 모아 아무것도 첨가하지 않은 것이 생칠(生漆)이며, 주성분은 우루시올이다. 우루시올은 산화효소 라카아제에 의해 공기 속의 산소와 결합하여 검은빛의 수지가 된다. 우루시올은 또한 피부에 오르는 옻의 원인이다. 생칠에 아마인유 등 여러 가지 안료를 첨가한 것을 정제칠이라고 한다. 6월 하순에서 7월 중순 사이에 채취한 옻을 초칠, 7월 중순부터 8월 하순 사이에 채취한 옻을 성칠(盛漆), 9월 하순께 채취한 옻을 말칠이라 한다. 스며나온 수액은 곧 굳어지므로 주걱으로 긁어 채취한다. 수액은 한 나무에서 그 나무가 마를 때까지 채취하는 방법과 나무를 기르면서 채취하는 방법이 있다. 전자는 심은 후 수년 된 나무에서 초여름부터 초겨울까지 5일마다 원줄기에서 시작하여 가지까지 채취하는 방법이다. 나무가 마르면 벌채하고 새롭게 밑동에서 나오는 싹을 수년 동안 길러서 다시 채취한다. 후자는 나무가 마르지 않을 정도로 채취하는 방법으로 여러 해 동안 채취할 수 있다.
열매는 가열압착하여 목랍(木蠟)이라는 유지를 얻는다. 이것의 주성분은 팔미트산이고 근연종인 산검양옻나무에서도 채취된다. 옻칠용으로 재배할 때는 수그루를 사용하고 옻칠과 씨앗 채취를 겸한 재배에는 암그루를 사용한다.

## 문화
색을 칠(漆)하다에 사용되는 한자 옻칠할 칠은 옻에서 유래된 말로 중국에서는 옻의 색을 검정, 빨강, 노랑, 금색으로 구분하는데, 한국에서는 주로 검은색을 의미한다. '칠흑 같은 밤'이라는 표현도 옻칠의 검은빛에서 나온 말로 옻은 일상생활 깊은 곳을 차지하고 있다.

## 같이 보기
- 한국옻나무협회
- 옻닭